# San Pascual
För andra betydelser, se San Pascual (olika betydelser).
San Pascual (Bayan ng San Pascual) är en kommun i Filippinerna. Kommunen ligger på ön Luzon, och tillhör provinsen Batangas. Folkmängden uppgår till 59 598 invånare.
San Pascual är indelat i 29 barangayer.